# Меморијал „Сања Павловић”
Меморијал „Сања Павловић” у Алексинцу је међународно такмичење хармоникаша које се од 2020. године у организацији Основне музичке школе „Владимир Ђорђевић”. Такмичење је основано у знак сећања на прерано преминулу Сању Павловић, наставницу клавира у школи, са циљем да се сачува успомена на њу и њен рад и уједно пружи могућност младим пијанистима да јавно наступају а њихов рад буде вреднован од стране стручног жирија.
На такмичењу је до сада учествовало близу 400 такмичара из 20 земаља света, а жири су чинили еминентни педагози из света пијанизма из Србије, Бугарске, Хрватске, Словеније и Немачке. Занимљиво је да је оснивање такмичења реализовано у време пандемије корона вируса, па је прве две године такмичење одржано на даљину употребом средстава информационо-комуникационих технологија. Ово је допринело да учешћем великог броја такмичара са свих страна света такмичење постане својеврсна ревија пијанистичких школа, педагошких приступа и постигнућа ученика и студената. Специфичност онлајн такмичења је то што су сви ученици могли да чују једни друге и изврше процену сопствених постигнућа у односу на мишљење стручног жирија. Транспарентност у раду и изванредна организација и реализација овако осмишљеног такмичења допринели су највишим оценама управо од стране самих учесника.
Такмичење се реализује под покровитељством Општине Алексинац у сарадњи са Центром за културу и уметност у Алексинцу. Оснивачи такмичења су мр Марко Јеленић, директор ОМШ „Владимир Ђорђевић” и председник Организационог одбора такмичења, као и Христина Лазаревић Сутон, наставница клавира и председник стручног већа за област предмета клавир у ОМШ „Владимир Ђорђевић”, уједно и директор такмичења. Сарадници на реализацији такмичења су Маја Ранђеловић и Александра Костов Милошевић, наставнице клавира у ОМШ „Владимир Ђорђевић” у Алексинцу.